# Kari Kivirikko
Kari Ilkka Kivirikko, född 2 januari 1937 i Helsingfors, är en finländsk läkare.
Kivirikko blev medicine och kirurgie doktor 1963. Han var 1970–1988 professor i medicinsk kemi vid Uleåborgs universitet och 1976–1983 och 1988–2002 forskar- och akademiprofessor vid Finlands Akademi samt 2000–2005 chef för en av dess spetsforskningsenheter.
Han är internationellt känd för sina forskningar över kollagenet. Han har erhållit Matti Äyräpääs, J.W. Runebergs och Anders Jahres pris.